# کونیهیرو شیبازاکی
کونیهیرو شیبازاکی (انگلیسی: Kunihiro Shibazaki؛ زادهٔ ۱ آوریل ۱۹۸۵) بازیکن فوتبال اهل ژاپن است.
از باشگاه‌هایی که در آن بازی کرده‌است می‌توان به باشگاه ورزشی توچیگی اشاره کرد.